# Гузіїв
Гузі́їв — село в Україні, у Болехівській міській громаді Калуського району Івано-Франківській області. Розташоване на березі річки Свіча за 4 км від залізничної станції Болехів. Населення — 1 159 чоловік (2001).

## Історія
На території села існували поселення первісної людини. Тут знайдено крем'яні знаряддя праці епохи бронзи. 
Вперше Гузіїв згадується у письмових документах 1515 року. У податковому реєстрі 1515 року в селі документується 7 ланів (близько 175 га) оброблюваної землі. 
Під час Першої світової війни тут відбувалися запеклі бої. 
У 1939 році в селі проживало 950 мешканців (860 українців, 15 поляків, 25 євреїв і 50 німців та інших національностей) та у присілку Новий Гузіїв —170 мешканців (50 українців, 10 поляків і 110 німців та інших національностей). 
Жителям села, які полягли в двобої з гітлерівцями, споруджено пам'ятник-обеліск. 
Станом на 1971 рік в селі мешкало 946 чоловік. Тут знаходилася центральна садиба колгоспу «Шлях до комунізму». Колгосп мав 1 922,5 га сільськогосподарських угідь, у тому числі 533 га орної землі, 835,9 га сінокосів і 498,4 га пасовиськ. Виробничий напрямок господарства був льонарсько-тваринницький. Село мало восьмирічну школу, клуб, бібліотеку, фельдшерсько-акушерський пункт, дитсадок, сільмаг, відділення зв'язку, ощадкасу.

## Особистості
- У селі народився український церковний діяч Теофіл Горникевич.
- Корпан Микола Миколайович (* 1956) — український кріохірург, доктор медичних наук, професор, очільник клініки «Rudolfinerhaus», лауреат Державної премії України в галузі науки і техніки (2017).
- Кулак Артем Ярославович (1985—2015) — солдат Збройних сил України, учасник російсько-української війни.